# サゼラック

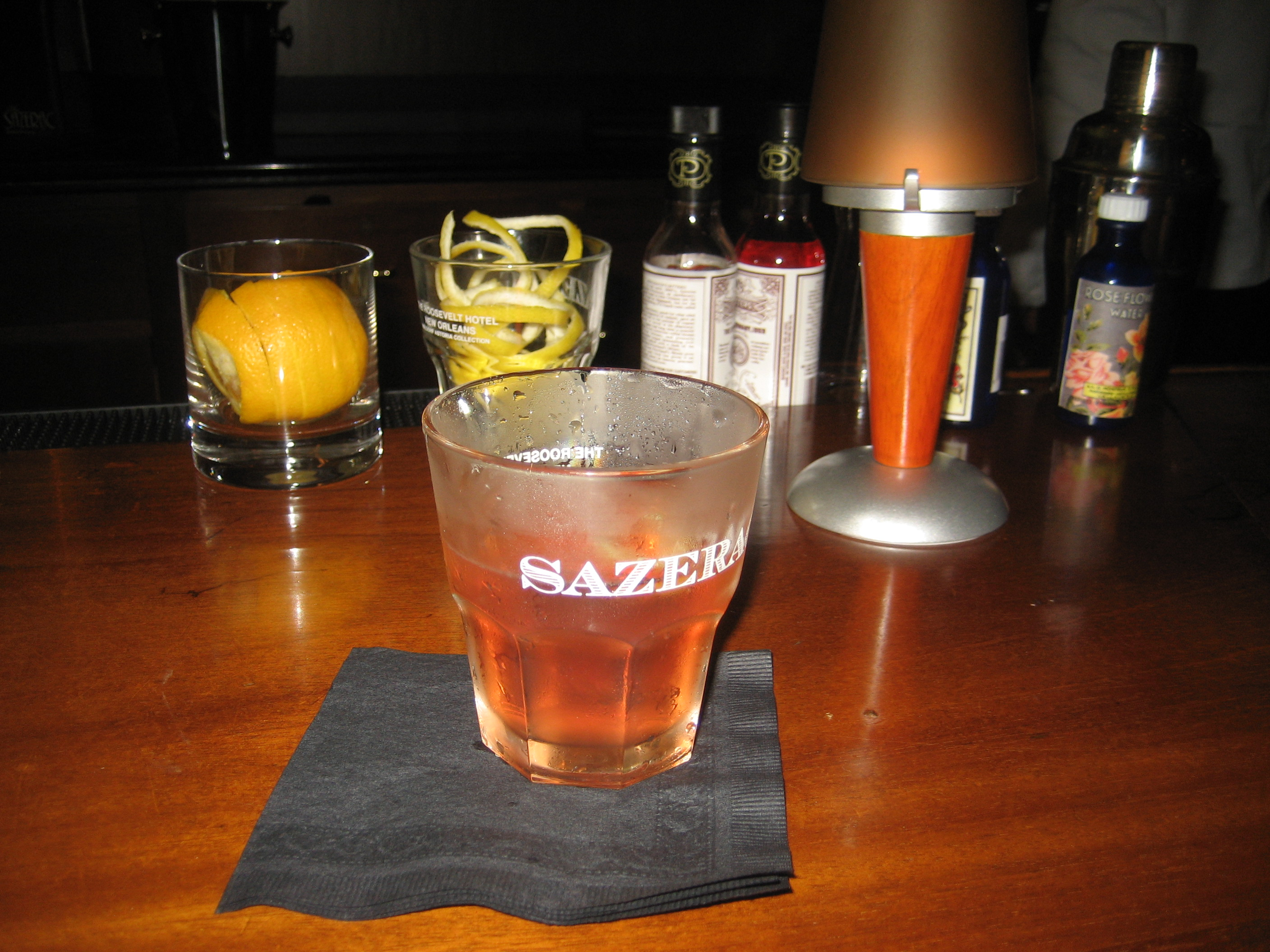
サゼラック

サゼラック(英語: Sazerac）は、ライ・ウイスキーをベースとするスタンダードカクテル。異説もあるが、世界最古のカクテルと言われている。
アメリカ合衆国のニューオーリンズで1930年代より飲まれており、1959年にニューオーリンズのサゼラック・コーヒー・ハウスでジョン・シラーが命名したと言われている。
1850年、オールド・ファッションドをコニャック（またはブランデー）をベースにしたカクテルがあり、ニューオーリンズのバーテンダーであったセウェル・テイラーがこのカクテルにフランスの「Sazerac de Forge et Fils」というブランドのコニャックを取り寄せて用いるようになったため、これをサゼラックと呼ぶようになった。セウェル・テイラーのバーは、ほどなくアーロン・バードに売却されたが、アーロン・バードはサゼラックのレシピを受け継ぎ、店名を「ザ・サゼラック・コーヒー・ハウス」として、カクテルを看板メニューにした。1860年頃にはコニャック版オールド・ファッションドだったサゼラックにアブサンが追加されるようになったと推測されている。
1870年代にフランスのブドウ畑（ワイン畑）がフィロキセラ（病害虫）のためワイン、ブランデー、コニャックの生産が壊滅状態になり、アメリカが輸入するコニャックも激減した（19世紀フランスのフィロキセラ禍）。そのため、サゼラック・ハイスを経営していたトーマス・ハンディがコニャックの代用品としてライ・ウイスキーが用いることを考案した。これが、そのまま標準的なレシピとなっていった。また、アブサンも用いられるが、アブサンが禁止されていた期間はシャルトリューズやペルノ・リカールのペルノーが用いられていたこともあり、アブサンが解禁された後も、こちらを用いるレシピもある。
1933年に、ニューオーリンズでサゼラック社が誕生して、サゼラックに用いる「Sazerac Rye Whisky」の販売を行っている。また、「サゼラック」というプレミックスされたカクテルの瓶詰めも販売している。
日本には、少なくとも1920年代以前には伝わっていたようで、日本初のカクテルブックである『カクテル（混合酒調合法）』（1924年、秋山徳蔵）には、サゼラックの記載がある。

## レシピの例
レシピの一例を記す。上記のようにアブサンの代わりにシャルトリューズやペルノーを用いるレシピもある。
- ライ・ウイスキー - 45ml
- アブサン - 5mlから15ml
- ビターズ - 3dash
- 角砂糖 - 1個
- 水 - 少量

秋山徳蔵本によるレシピ
- サゼラック・ブランデー - 1ジガー(jigger) = 1.5オンス = 約45ml
- ビターズ - 3滴
- ガム・シロップ - 小さじ1杯
- レモンピール

トーマス・ハンディによるレシピ
『The World's Drinks and How to Mix Them』（1908年、ウィリアム・T・ブースビー著）に採録されているレシピ
- ライ・ウイスキー - 60ml
- アブサン - 5ml
- ペイショーズ・ビターズ - 2dash
- アンゴスチュラ・ビターズ - 1dash
- シュガーシロップ - 5ml
- レモン・ゼスト - 適量

1. ロックグラスにライ・ウイスキー、ビターズ、シュガーシロップ、クラッシュアイスを入れ、ステアする。
2. 別の冷やしたロックグラスの内側をアブサンで濡らす（リンスする）。
3. アブサンでリンスしたロックグラスにライ・ウイスキー等をステアしたものを注ぎ、レモン・ゼストで香り付けする。なお、出来上がりのロックグラスに氷は入れない。

なお、サゼラック社では、ライ・ウィスキーはサゼラック社が販売するSazerac Rye Whisky、アブサンはHerbsaint、ビターズはペイショーズ・ビターズを用いるのが公式としている。